# Кобилянка (Західнопоморське воєводство)
Кобилянка (пол. Kobylanka, нім. Kublank) — село в Польщі, у гміні Кобилянка Старгардського повіту Західнопоморського воєводства.
Населення — 1086 осіб (2011).
У 1975-1998 роках село належало до Щецинського воєводства.

## Демографія
Демографічна структура станом на 31 березня 2011 року:
|          | Загалом | Допрацездатний вік | Працездатний вік | Постпрацездатний вік |
| -------- | ------- | ------------------ | ---------------- | -------------------- |
| Чоловіки | 524     | 123                | 368              | 33                   |
| Жінки    | 562     | 130                | 343              | 89                   |
| Разом    | 1086    | 253                | 711              | 122                  |